# Monte Putuo

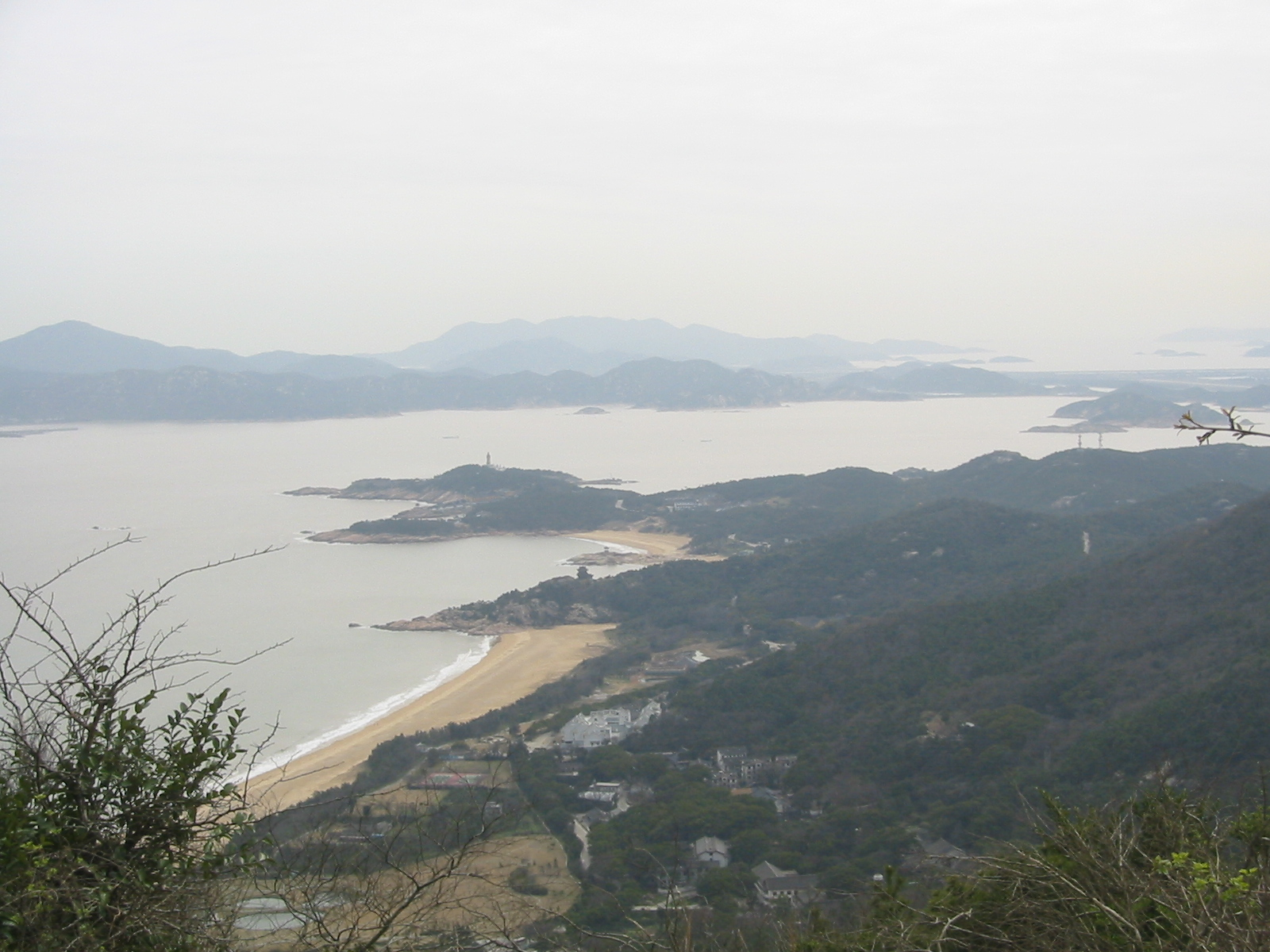
Vista de la isla del monte Putuo desde la cima

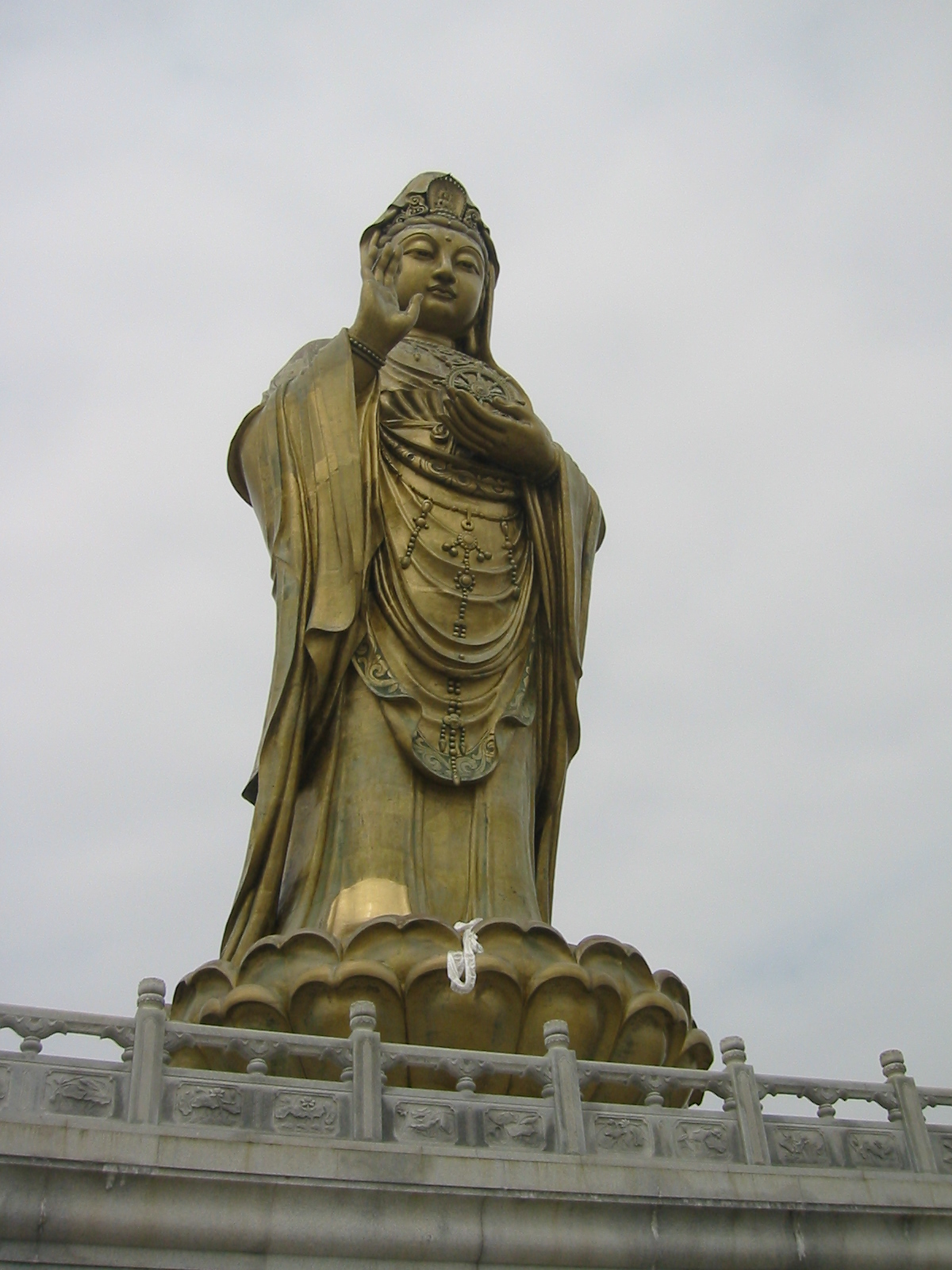
Estatua de Guan Yin

El monte Putuo (en chino simplificado, 普陀山; pinyin, Pǔtúo Shān; literalmente, ‘monte Potalaka o Potala’) se encuentra en una isla (la isla del monte Putuo) al sudeste de Shanghái, en el mar de China Oriental, en la prefectura de Zhoushan, en la provincia de Zhejiang, en China. El monte Putuo está considerado el bodhimanda (residencia) de Avalokitesvara, en su versión femenina de Guan Yin, y es una de las cuatro montañas sagradas del budismo chino, junto con los montes Wutai, Emei y Jiuhua, bodhimandas respectivamente de Manjushri, Ksitigarbha y Samantabhadra.
El área sagrada de la montaña tiene 12,5 kilómetros cuadrados y numerosos templos sagrados, entre los que destacan los templos Puji y Fayu. Cada año, los días 19 de febrero, junio y septiembre del calendario lunar, millones de personas se reúnen en este lugar para celebrar el nacimiento de Guan Yin, homóloga femenina de Avalokitsvara, diosa de la misericordia.